# Viola mollis
Viola mollis är en violväxtart som beskrevs av Kern. och Johann Baptist Wiesbaur. Viola mollis ingår i släktet violer, och familjen violväxter. Inga underarter finns listade i Catalogue of Life.